# 18368 Flandrau
18368 Flandrau (1991 GZ1) là một tiểu hành tinh vành đai chính bên trong được phát hiện ngày 15 tháng 4 năm 1991 bởi C. S. Shoemaker và D. H. Levy ở Palomar.